# Bündnis 90/Die Grünen
 "Die Grünen" omdirigeres hertil. For det østrigske parti, se Die Grünen (Østrig).
Bündnis 90/Die Grünen (dansk Forbund 90/De Grønne, ofte blot Die Grünen) er et grønt centrum-venstre parti i Tyskland. Partiet blev dannet i 1993 ved sammenslutning af De Grønne (fra Vesttyskland) og borgerrettighedspartiet Bündnis 90 (fra Østtyskland). Partiet har rod i de tyske græsrodsbevægelser og NGO'er fra Den Nye Sociale Bevægelse, der opstod op gennem 1970'erne og en række udenomsparlamentariske organisationer fra den antiautoritære venstrefløj. Die Grünen er klart det mest politisk succesfulde af grønne partier. Derfor betragtes partiet generelt som et forbillede af de andre grønne partier.
Mellem 1998 og 2005 deltog de i forbundsregeringen sammen med SPD. Ved Forbundsdagsvalget 2017 fik partiet 8,9 % procent af stemmerne, der udløste et mandattal på 67 ud af 709. I april 2020 rundende partiet 100.000 medlemmer.
Partiet ledes af Franziska Brantner og Felix Banaszak.

## Historie

### 1970'erne: Begyndelsen
Die Grünens historie begyndte i Vesttyskland  i begyndelsen af 1970'erne. Efter ungdomsoprøret i 1968opstod en række græsrodsbevægelser af NGO'ere, som miljøbevægelsen, fredsbevægelsen, kvindebevægelsen, anti-atomkraftbevægelsen, borgerrettighedsbevægelsen og solidaritetsbevægelsen med den tredje verden. De kom samlet til at gå under betegnelsen Den Nye Sociale Bevægelse. Bevægelsernes ledere erfarede hurtigt gennem det udenomsparlamentariske arbejde, at der var brug for parlamentarisk repræsentation, hvis bevægelserne skulle have virkelig indflydelse. Samtidig var der opstået en række marxistiske og antiautoritære organisationer på venstrefløjen, der forsøgte at finde fælles fodslag for at danne et nyt politisk parti.
I foråret 1978 samlede bevægelserne og de venstreorienterede sig i de første grønne lokallister. Senere på året opstod den første delstatsdækkende liste, og ved Europa-Parlamentsvalget året efter samledes listerne i et valgforbund, der opnåede 3,2 % af stemmerne. Samtidig blev de første grønne politikere valgt til delstatsrådet i Bremen.
Successen fik i 1980 lokallisterne til forene sig og danne det landsdækkende parti Die Grünen. Fra bevægelserne kom bl.a. Rudi Dutschke, Heinrich Böll, Petra Kelly og Otto Schily. Fra de venstreorienterede meldte bl.a. Joschka Fischer, Daniel Cohn-Bendit, Jutta Ditfurth og Thomas Ebermann sig ind i partiet. Partiet holdt stiftende kongres i Karlsruhe, hvor man vedtog et principprogram og valgte August Haußleiter, Petra Kelly og Norbert Mann som partiets første formandskab.

### 1980'erne: Parlamentarisk repræsentation
I 1982 kom det til det første interne opgør i partiet, hvor den lille konservative fraktion tabte  og kollektivt meldte sig ud og dannede Ökologische Demokratische Partei med den tidligere spidskandidat til Europa-Parlamentet, Herbert Gruhl, som formand. Den sejrende venstreorienterede fraktion gjorde det klart, at partiets profil skulle være progressiv, samfundsforandrede og antiautoritær. Die Grünen skulle være det demokratiske venstreorienterede alternativ med et politisk ståsted klart til venstre for SPD.
Efter nogle heldige lokal- og delstatsvalg kom det helt store gennembrud i 1983, da partiet vandt 27 pladser i Forbundsdagen.

## International tilknytning
Bündnis 90/Die Grünen er medlem i den europæiske sammenslutningen af grønne partier, De Europæiske Grønne, en af føderationerne i Global Greens.